# Município de Dorset (condado de Ashtabula, Ohio)
O município de Dorset (em inglês: Dorset Township) é um município localizado no condado de Ashtabula no estado estadounidense de Ohio. No ano 2010 tinha uma população de 846 habitantes e uma densidade populacional de 14,15 pessoas por km².

## Geografia
O município de Dorset encontra-se localizado nas coordenadas 41° 40′ 46″ N, 80° 39′ 58″ O. Segundo a Departamento do Censo dos Estados Unidos, o município tem uma superfície total de 59.8 km², da qual 59,74 km² correspondem a terra firme e (0,1 %) 0,06 km² é água.

## Demografia
Segundo o censo de 2010, tinha 846 pessoas residindo no município de Dorset. A densidade populacional era de 14,15 hab./km².